# Metal Head
Metal Head est un jeu vidéo de tir à la première personne sorti en 1994 sur 32X. Le jeu a été développé et édité par Sega.